# Laat me alleen
Laat me alleen is een Nederlands lied dat vooral bekend werd in de vertolking van Rita Hovink.

## Rita Hovink
In 1976 bracht Rita Hovink het nummer Laat me alleen uit op single. Gerrit den Braber maakte een Nederlandse tekst op het Italiaanse liedje Pazza idea van Patty Pravo. Het nummer werd geproduceerd door Cees Schrama en uitgebracht door Polydor. Het nummer stond vier weken in de Nederlandse Top 40 en bereikte de 29e plaats. In de Nationale Hitparade stond het nummer 3 weken genoteerd met als hoogste notering een 26e plaats. In 1981 werd het nummer opnieuw uitgebracht met alleen een notering in de Nationale Hitparade. Ook in 1987 gebeurde dit, maar bereikte het nummer de hitlijsten niet.

### Hitnoteringen

#### Nederlandse Top 40
| Hitnotering: 22-01-1977 t/m week 12-02-1977 | Hitnotering: 22-01-1977 t/m week 12-02-1977 | Hitnotering: 22-01-1977 t/m week 12-02-1977 | Hitnotering: 22-01-1977 t/m week 12-02-1977 | Hitnotering: 22-01-1977 t/m week 12-02-1977 | Hitnotering: 22-01-1977 t/m week 12-02-1977 |
| Week:                                       | 1                                           | 2                                           | 3                                           | 4                                           |                                             |
| ------------------------------------------- | ------------------------------------------- | ------------------------------------------- | ------------------------------------------- | ------------------------------------------- | ------------------------------------------- |
| Positie:                                    | 34                                          | 29                                          | 31                                          | 37                                          | uit                                         |

#### Nationale Hitparade
| Hitnotering: (Week 1 t/m 3) 15-01-1977 t/m 29-01-1977 Hitnotering: (Week 4 t/m 5) 26-09-1981 t/m 03-10-1981 | Hitnotering: (Week 1 t/m 3) 15-01-1977 t/m 29-01-1977 Hitnotering: (Week 4 t/m 5) 26-09-1981 t/m 03-10-1981 | Hitnotering: (Week 1 t/m 3) 15-01-1977 t/m 29-01-1977 Hitnotering: (Week 4 t/m 5) 26-09-1981 t/m 03-10-1981 | Hitnotering: (Week 1 t/m 3) 15-01-1977 t/m 29-01-1977 Hitnotering: (Week 4 t/m 5) 26-09-1981 t/m 03-10-1981 | Hitnotering: (Week 1 t/m 3) 15-01-1977 t/m 29-01-1977 Hitnotering: (Week 4 t/m 5) 26-09-1981 t/m 03-10-1981 | Hitnotering: (Week 1 t/m 3) 15-01-1977 t/m 29-01-1977 Hitnotering: (Week 4 t/m 5) 26-09-1981 t/m 03-10-1981 | Hitnotering: (Week 1 t/m 3) 15-01-1977 t/m 29-01-1977 Hitnotering: (Week 4 t/m 5) 26-09-1981 t/m 03-10-1981 | Hitnotering: (Week 1 t/m 3) 15-01-1977 t/m 29-01-1977 Hitnotering: (Week 4 t/m 5) 26-09-1981 t/m 03-10-1981 |
| Week: | 1 | 2 | 3 | | 4 | 5 | |
| --- | --- | --- | --- | --- | --- | --- | --- |
| Positie: | 26 | 30 | 30 | uit | 37 | 49 | uit |

#### Evergreen Top 1000
| Evergreen Top 1000 "Laat me alleen" | Evergreen Top 1000 "Laat me alleen" | Evergreen Top 1000 "Laat me alleen" | Evergreen Top 1000 "Laat me alleen" | Evergreen Top 1000 "Laat me alleen" | Evergreen Top 1000 "Laat me alleen" | Evergreen Top 1000 "Laat me alleen" | Evergreen Top 1000 "Laat me alleen" | Evergreen Top 1000 "Laat me alleen" | Evergreen Top 1000 "Laat me alleen" | Evergreen Top 1000 "Laat me alleen" | Evergreen Top 1000 "Laat me alleen" | Evergreen Top 1000 "Laat me alleen" | Evergreen Top 1000 "Laat me alleen" | Evergreen Top 1000 "Laat me alleen" | Evergreen Top 1000 "Laat me alleen" | Evergreen Top 1000 "Laat me alleen" |
| Jaar                                | 2008                                | 2009                                | 2010                                | 2011                                | 2012                                | 2013                                | 2014                                | 2015                                | 2016                                | 2017                                | 2018                                | 2019                                | 2020                                | 2021                                | 2022                                | 2023                                |
| ----------------------------------- | ----------------------------------- | ----------------------------------- | ----------------------------------- | ----------------------------------- | ----------------------------------- | ----------------------------------- | ----------------------------------- | ----------------------------------- | ----------------------------------- | ----------------------------------- | ----------------------------------- | ----------------------------------- | ----------------------------------- | ----------------------------------- | ----------------------------------- | ----------------------------------- |
| Positie                             | 42                                  | 754                                 | 742                                 | 742                                 | 800                                 | 89                                  | 43                                  | 34                                  | 44                                  | 101                                 | 131                                 | 109                                 | 104                                 | 127                                 | 129                                 | 162                                 |

#### NPO Radio 2 Top 2000
| Nummer met noteringen in de NPO Radio 2 Top 2000 | '99 | '00 | '01 | '02 | '03 | '04 | '05 | '06 | '07 | '08 | '09 | '10 | '11 | '12  | '13  | '14  | '15  |
| ------------------------------------------------ | --- | --- | --- | --- | --- | --- | --- | --- | --- | --- | --- | --- | --- | ---- | ---- | ---- | ---- |
| Laat me alleen                                   | 518 | 754 | 960 | 911 | 976 | 713 | 270 | 620 | 705 | 599 | 634 | 883 | 989 | 1010 | 1272 | 1395 | 1523 |

1. ↑  Een vetgedrukt getal geeft de hoogste notering aan.
2. ↑  Deze tabel is bijgewerkt tot en met de laatste editie (2024).

## Gerard Joling & Rita Hovink
In december 2007 zong Gerard Joling tijdens zijn "Stout en nieuw 2007" concerten het nummer Laat me alleen. Tijdens een van de twee concerten was de dochter van Rita Hovink aanwezig. Ze was zeer onder de indruk over de uitvoering van Gerard en vroeg hem een duet met haar reeds overleden moeder op te nemen. Gerard nam het nummer op met de originele opnames van Rita uit 1976. Het nummer werd op 20 november 2008 uitgebracht en bereikte de nummer 1-positie in de Nederlandse Single Top 100.

### Hitnoteringen

#### Nederlandse Top 40
| Hitnotering: 13-12-2008 t/m week 17-01-2009 | Hitnotering: 13-12-2008 t/m week 17-01-2009 | Hitnotering: 13-12-2008 t/m week 17-01-2009 | Hitnotering: 13-12-2008 t/m week 17-01-2009 | Hitnotering: 13-12-2008 t/m week 17-01-2009 | Hitnotering: 13-12-2008 t/m week 17-01-2009 | Hitnotering: 13-12-2008 t/m week 17-01-2009 | Hitnotering: 13-12-2008 t/m week 17-01-2009 |
| Week:                                       | 1                                           | 2                                           | 3                                           | 4                                           | 5                                           | 6                                           |                                             |
| ------------------------------------------- | ------------------------------------------- | ------------------------------------------- | ------------------------------------------- | ------------------------------------------- | ------------------------------------------- | ------------------------------------------- | ------------------------------------------- |
| Positie:                                    | 33                                          | 24                                          | 19                                          | 19                                          | 29                                          | 34                                          | uit                                         |

#### NederlandseSingle Top 100
| Hitnotering: 29-11-2008 t/m 07-02-2009 | Hitnotering: 29-11-2008 t/m 07-02-2009 | Hitnotering: 29-11-2008 t/m 07-02-2009 | Hitnotering: 29-11-2008 t/m 07-02-2009 | Hitnotering: 29-11-2008 t/m 07-02-2009 | Hitnotering: 29-11-2008 t/m 07-02-2009 | Hitnotering: 29-11-2008 t/m 07-02-2009 | Hitnotering: 29-11-2008 t/m 07-02-2009 | Hitnotering: 29-11-2008 t/m 07-02-2009 | Hitnotering: 29-11-2008 t/m 07-02-2009 | Hitnotering: 29-11-2008 t/m 07-02-2009 | Hitnotering: 29-11-2008 t/m 07-02-2009 | Hitnotering: 29-11-2008 t/m 07-02-2009 |
| Week:                                  | 1                                      | 2                                      | 3                                      | 4                                      | 5                                      | 6                                      | 7                                      | 8                                      | 9                                      | 10                                     | 11                                     |                                        |
| -------------------------------------- | -------------------------------------- | -------------------------------------- | -------------------------------------- | -------------------------------------- | -------------------------------------- | -------------------------------------- | -------------------------------------- | -------------------------------------- | -------------------------------------- | -------------------------------------- | -------------------------------------- | -------------------------------------- |
| Positie:                               | 13                                     | 5                                      | 3                                      | 1                                      | 3                                      | 4                                      | 7                                      | 19                                     | 26                                     | 43                                     | 89                                     | uit                                    |